# McAllister Hills
McAllister Hills är en kulle i Antarktis. Den ligger i Östantarktis. Nya Zeeland gör anspråk på området. Toppen på McAllister Hills är 2 086 meter över havet.
Terrängen runt McAllister Hills är huvudsakligen kuperad, men söderut är den bergig. Trakten är obefolkad. Det finns inga samhällen i närheten. 